# Мирний (Бурлинський район)
Ми́рний (рос. Мирный) — селище у складі Бурлинського району Алтайського краю, Росія. Входить до складу Бурлинської сільської ради.
Стара назва — Мірман.

## Населення
Населення — 8 осіб (2010; 28 у 2002).
Національний склад (станом на 2002 рік):
- казахи — 89 %